# 竹下直子
竹下 直子（たけした なおこ、1926年9月9日 - 2010年9月20日）は、内閣総理大臣（第74代）で衆議院議員の竹下登の妻。日本のファーストレディ。旧姓は遠藤。漫画家の影木栄貴、ミュージシャンのDAIGOは孫。

## 来歴
1926年、銀行員遠藤捨次郎の娘として島根県に生まれる。十文字高等女学校（現・十文字高等学校）卒業。1946年、遠縁で先妻を亡くした竹下登の元に19歳で後妻として嫁ぎ、登との間に一男三女をもうける。
近年では孫のDAIGOのブレイクもあり、テレビに出演して夫のエピソードを何度か語ったこともあった。
2010年6月に肺炎で入院、一旦は回復して退院し、その後は次女まる子が介護をしていたが、同年9月19日に突如発熱して救急搬送され、翌日まる子とその娘影木栄貴、もう1人の孫一家（一般人）が見守る中2010年9月20日の未明死去。84歳没。喪主は長女一子の夫で、金丸信の長男でもある金丸康信がつとめた。

## エピソード
- 岩瀬達哉の著書 『われ万死に値す—ドキュメント竹下登』28頁に｢直子は、竹下家とは親戚筋にあたる遠藤捨次郎、周子を両親に大正十五年九月に出生。両親はともに島根県人だったが、銀行員だった父の任地の関係で、直子自身はほとんど東京で暮らしている。島根には、学生の頃、“夏休みなどにおじいちゃん、おばあちゃんのところに帰るぐらい”だったと、雑誌の対談で語っているが、実は、戦時中竹下家に疎開していたことがあった。竹下の父・勇造の兄と、直子の母・周子の姉が結婚していることもあって、竹下が第一早稲田高等学院の受験に上京したときは直子の家に泊まるなど、両家の交流は比較的頻繁に行われていた。｣とある。
- 夫の総理大臣が決定する直前、当時の報道の趨勢は「竹下不利」であったため、中曽根康弘が後任を公表する当日、直子はすっかりあきらめてテレビを見ながらゴロ寝をしていたが、登の首相就任決定が発表された直後は自宅に駆けつけた次女一家と抱き合って泣き喜んでいたという[4]。
- 総理大臣夫人としては大変控えめで、夫の在任期間中にメディアで夫に対して激しい批判が繰り返されても黙って耐えており夫同様人の悪口を言うことはなかった。また、自宅に取材に訪れた番記者達にも手料理を自ら振る舞っていた。非常に口が堅く夫の残したメモも「誤解を生むといけない」と処分していた。[5]
- 麻雀が大変強く、小渕恵三・川内康範・夫の登の3人を相手に対局した際、天和をあがって勝利したという[6]。孫の影木栄貴いわく、「ファミリーで一番強い」という。
- 手厳しい一面もあり、かつて孫のDAIGOが交際していた女性を連れてきたとき、彼女が長い付け爪をしていたのを見とがめ「その爪で 料理できるのかしら」と言い放ち、それが元で結局DAIGOと彼女は破局する羽目になった[7]。
- 次女のまる子と三女の公子に「ママ（直子）はパパ（登）にずっと恋している」と評される程夫への愛情は深かった[8]
- 80歳を越した晩年でもスキンケアや化粧を怠らず、孫達とも携帯メールをやりとりしていた。
- 孫のDAIGOがブレイクしたことを大変喜んでおり、BREAKERZのファンクラブに入ってライブの最前列のチケットを引き当てたりしたことすらあった。しかし2010年夏頃に直子は体調を崩し、同年7月31日の武道館公演を見にいくことはかなわず[9]、逝去した当日もDAIGOは前日イナズマロックフェス出演のため滋賀県に居たため最期を看取ることができなかった[10]。

## 家族
- 夫：竹下登：第74代内閣総理大臣。
- 長男：力道：生後1月足らずで早世[2]
- 長女：金丸一子：FM富士取締役金丸康信（金丸信長男）の妻。現在は山梨県南アルプス市の特別養護老人ホーム「白根聖明園」[11]の施設長。
- 次女：内藤まる子：登の元秘書であった内藤武宣（元毎日新聞記者、元早稲田大学講師）の妻。
- 三女：竹中公子：竹中工務店創業者長男・竹中祐二（元TAKリアルティ専務取締役）の妻。現在はゴルフグッズなどの販売業「株式会社たけみ」[12]代表取締役。
- 孫：影木栄貴（漫画家でまる子の長女）、DAIGO（ミュージシャンでまる子の次男）、他3人。
- 曾孫：5人の存在が影木栄貴の著書やDAIGOのブログで明かされている（うち2人は未成年の兄妹、2人はDAIGOの子供（姉弟））。